# Сабахудин Билаловић
Сабахудин Билаловић (рођен 7. маја 1960, у Требињу, Босна и Херцеговина, СФР Југославија) је био босанскохерцеговачки кошаркаш. Већину своје каријере је играо за Босну, а играо је још за Војводину, у Израелу, Шпанији, Швацарској и Њемачкој. Године 1979, као играч Босне, у својој раној каријери, освојио је европски Куп шампиона. Са кошаркашком репрезентацијом Босне и Херцеговине наступио је на Европском првенству 1993., и био је најбољи стрелац на првенству са просјеком од 25 поена по утакмици.
Умро је на љетовању у Макарској, 29. јула 2003. од болести срца.